# Замок Кнаппогу
Замок Кнаппогу (англ. Knappogue Castle, ірл. Caisleán na Cnapóige) — один із замків Ірландії, розташований в графстві Клер, в приході Квін. Замок побудований в 1467 році. У ХІХ столітті замок був перебудований і розширений. У ХХ столітті замок був відреставрований і відкритий для туристів. Географічні координати замку: 52,793919°N 8,831597°W

## Історія замку Кнаппогу
Замок Кнаппогу був побудований в 1467 році ірландським ватажком Шоном Мак Конмара (Мак Намара) — сином Шода Мак Намара. Замок є типовим житловим замком баштового типу пізнього середньовіччя. Назву замку з ірландської можна перекласти як «замок маленьких пагорбів».
У 1571 році замок був резиденцією вождя однієї з септ клану Мак Намара (Мак Конмара), що був графом Західного Кланкуллен. У 1607 році Англія знищила останні незалежні ірландські королівства, остаточно завоювавши Ірландію. Але вожді клану Мак Намара зберегли свої володіння і замки ставши тепер підданими короля Англії. У 1641 році спалахнуло повстання за незалежність Ірландії. Одним із лідерів повстання став Доннхад Мак Конмара — володар замку Кнаппогу. Над замком замайорів прапор Ірландської конфедерації. Протягом більше ніж 10 років замок був однією з твердинь повстанців. У 1653 році Олівер Кромвель втопив повстання в крові. Замок був конфіскований згідно «Акту авантюристів». Замок було подаровано англійському пуританину Артуру Сміту.
Артур Сміт володів замком Кнаппогу в 1659—1661 роках. У 1660 році в Англії відбулась реставрація монархії. Багато колишніх власників домоглися повернення собі земель та замків. Вожді клану Мак Намара теж повернули собі замок Кнаппогу. У 1789 році Френсіс Мак Намара — верховний шериф Клер продав замок родині Скотт Кагіркон. У 1800 році замок був відновлений та розширений. У 1837 році замок належав Вільяму Скотту.
У 1855 році замок придбав Теобольд ФітцВолтер Батлер — XIV барон Дунбойн. Замок став резиденцією аристократів родини Дунбойн. Дунбойни продовжили реставраційні роботи, які почала родина Скотт, добудували вітальню, довгий зал, західне крило, вежі з годинником і шлюзом. Проєкт відбудови створили архітектори Джеймс Пейн та його брат Джордж Річард Пейн.
Під час Війни за незалежність Ірландії 1919—1921 років в замку проводились зустрічі консулів графства Клер, звідси здійснювалось командування «Летючих загонів Східного Клер». Замок Кнаппогу використав як штаб-квартиру Майкл Бреннан, що командував озброєними загонами Східного Клер.
У 1927 році вотчина Кнаппогу була придбана Ірландською комісією земельних справ. Замок став власністю селян з приходу Квін, навколишні землі стали власністю місцевих ірландських фермерів. Селян мало цікавив замок, що поступово був закинутий і перетворювався на руїну. У 1966 році замок придбав колишній помічник секретаря ВМС США Марк Едвін Ендрюс з Г'юстона, штат Техас. Він та його дружина Лавонн — відомий американський архітектор у співпраці з компаніями «Шеннон» та «Борд Файлт Еренн» провели реставрацію замку в 1969 році. Замок почав використовуватись як приватна резиденція та ресторація.
Замок був відновлений до стану в якому він був в XV столітті, пізніші добудови теж були збережені і відновлені. Пізніше Ендрюс віддав частину замку в оренду за символічну плату для використання замку як об'єкта туризму та культури.
Компанія «Шеннон» придбала замок в 1996 році. Замок використовується для проведення весіль та бенкетів в середньовічному стилі, в замку проводяться екскурсії. Навколо замку зберігся давній парк, розбитий в 1817 році площею 1, 248 акрів землі. Парк нині відновлений у своєму колишньому стані. Стіни парку були прикрашені виноградом, різними сортами клематису та трояндами. Існує сорт віскі «Замок Кнаппогу», яке виготовляє компанія «Кастл Брендс», нині це віскі випускає компанія «Бушміллс».